# Donny Montell

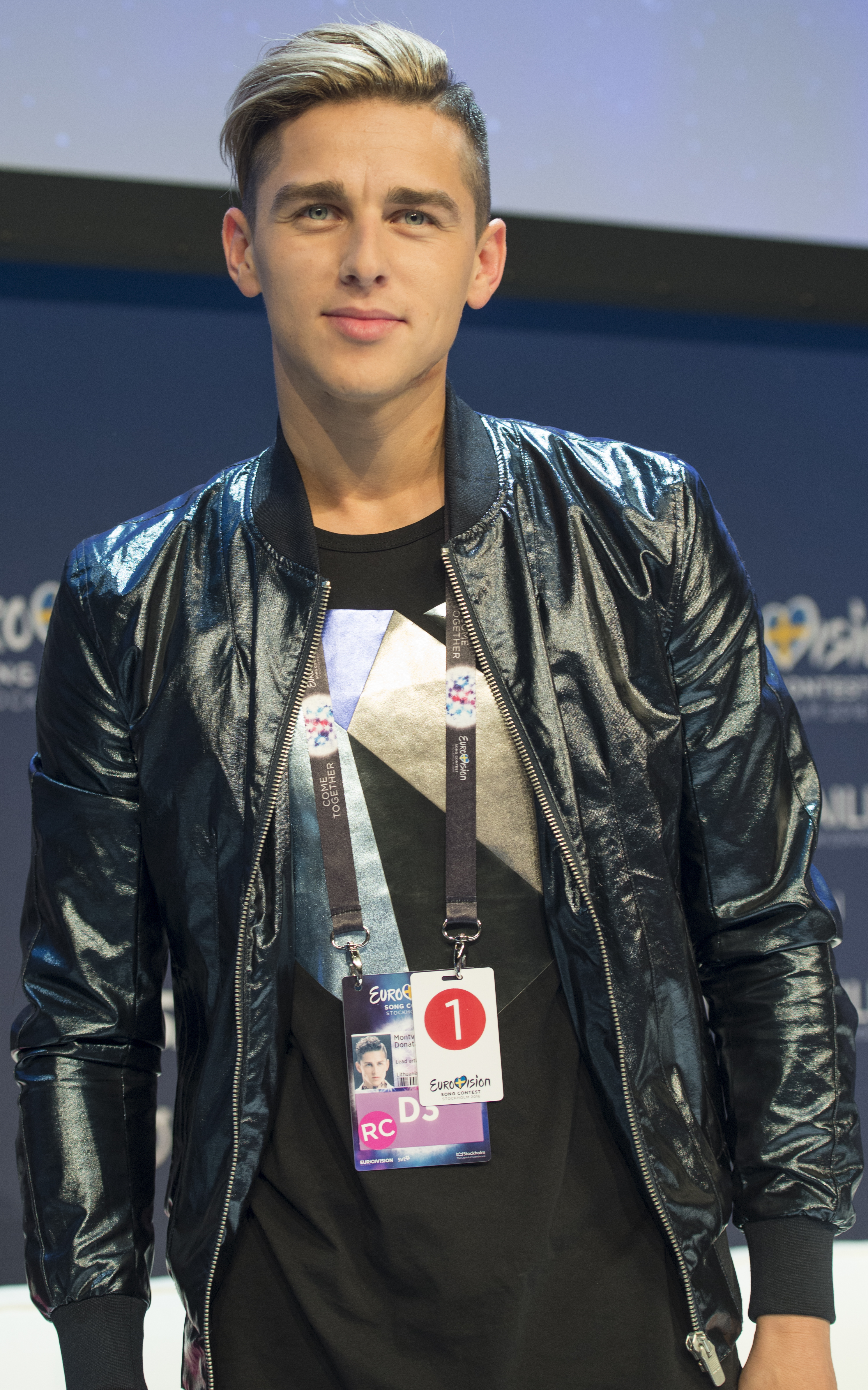
Donny Montell beim Eurovision Song Contest 2016

Donny Montell (* 22. Oktober 1987 in Vilnius; bürgerlich Donatas Montvydas) ist ein litauischer Popsänger.

## Leben
Montvydas besuchte acht Jahre die Balys Dvarionas-Musikschule. Dort sang er in einigen Chören und trainierte in zwei Tanzgruppen. Daneben absolvierte er die Basketballschule Vilnius. Nach dem Abitur an der Gerosios-Vilties-Mittelschule in Naujamiestis studierte Montvydas Umweltingenieurwesen an der Technischen Gediminas-Universität Vilnius. Zwei Jahre arbeitete er illegal beim Bau. Er beabsichtigte sich um einen Studiumplatz bei Lietuvos muzikos akademija zu bewerben. Im September 2011 eröffnete er mit seiner Partnerin Veronika Brasaitė das Tanzstudio Montvydo šokių laboratorija LAB (Einrichtung VŠĮ „Šokio laboratorijos“). Daneben treibt er Kampfkunst und Gymnastik.
In seiner Kindheit erreichte Montvydas im Alter von sechs Jahren das Finale des nationalen Liederwettbewerbs „Dainų dainelė“. Sein Vokal-Lehrer war Edmundas Seilius. Im Sommer 2009 sang er mit dem Litauischen Staatlichen Symphonieorchester (Dirigent Gintaras Rinkevičius).
Montvydas nahm ab 2009 jedes Jahr am Vorentscheid zum Eurovision Song Contest teil. Im Jahr 2012 gewann er und vertrat Litauen beim Eurovision Song Contest 2012 in Baku. Mit dem Popsong Love is Blind trat er beim zweiten Halbfinale an und konnte sich für das zwei Tage später stattfindende Finale qualifizieren. Dort erreichte er den 14. Platz. 2013 gab Montvydas 20 Konzerte in litauischen Städten und produzierte den Video-Clip mit Jurgita Jurkutė zum Lied „Make That Love“.
Im Jahr 2016 gewann er den litauischen Vorentscheid erneut und vertrat seine Heimat mit dem Lied I've Been Waiting for This Night beim Eurovision Song Contest 2016 in Stockholm. Er konnte sich zunächst im Halbfinale behaupten und erreichte im Anschluss einen neunten Platz im Finale. Dies war der erste Top-10-Erfolg in zehn Jahren und das zweitbeste Ergebnis überhaupt für Litauen.
Da er keine Verträge mit ausländischen Musikverlagen geschlossen hat, sieht er die Teilnahme am Eurovision Song Contest als einzige Chance, ein größeres Publikum zu erreichen. Im Herbst 2016 plant er Auftritte in den fünf großen litauischen Sportarenen.
Zu seinen Vorbildern zählt er Michael Jackson. 2015 war Montell Juror beim LNK-Musikprojekt „Lietuvos balsas“. Dabei gewann seine Schülerin Justina Budaitė.

## Familie
Sein Vater Algirdas Montvydas ist Unternehmer und spielte früher Schlagzeug in der Hard-Rock-Band „Plackartas“.
Montvydas ist seit September 2013 verheiratet. Seine Frau Veronika Montvydienė ist Tänzerin. Seit Oktober 2013 haben sie die Tochter Adelė.